# Ballett 1
Ballett 1 is een studioalbum van Klaus Schulze uit 2000. Het album werd destijds uitgegeven als disc 6 in de box Contempory Works I, die in totaal tien compact disc bevatte. De box bevatte (toen) nieuwe muziek van Schulze. Schulze nam de albums Ballett op ter nagedachtenis aan zijn moeder, die balletdanseres was. Tegelijkertijd constateerde Schulze, dat zijn muziek ongeschikt was voor ballet. Daarvoor waren de stukken (zeker 2 en 3) te lang.
Aan dit album werkte mee cellist Wolfgang Tiepold.  
In 2007 werd het album net als zijn drie opvolgers, losstaand uitgegeven. 

## Musici
- Klaus Schulze – synthesizers, elektronica
- Wolfgang Tiepold – cello

## Muziek
| Nr. | Titel                      | Duur  |
| --- | -------------------------- | ----- |
| 1.  | Getting near (Schulze)     | 10:43 |
| 2.  | Slightly touched (Schulze) | 29:32 |
| 3.  | Agony (Schulze/Tiepold)    | 36:30 |